# Wilhelm Rust

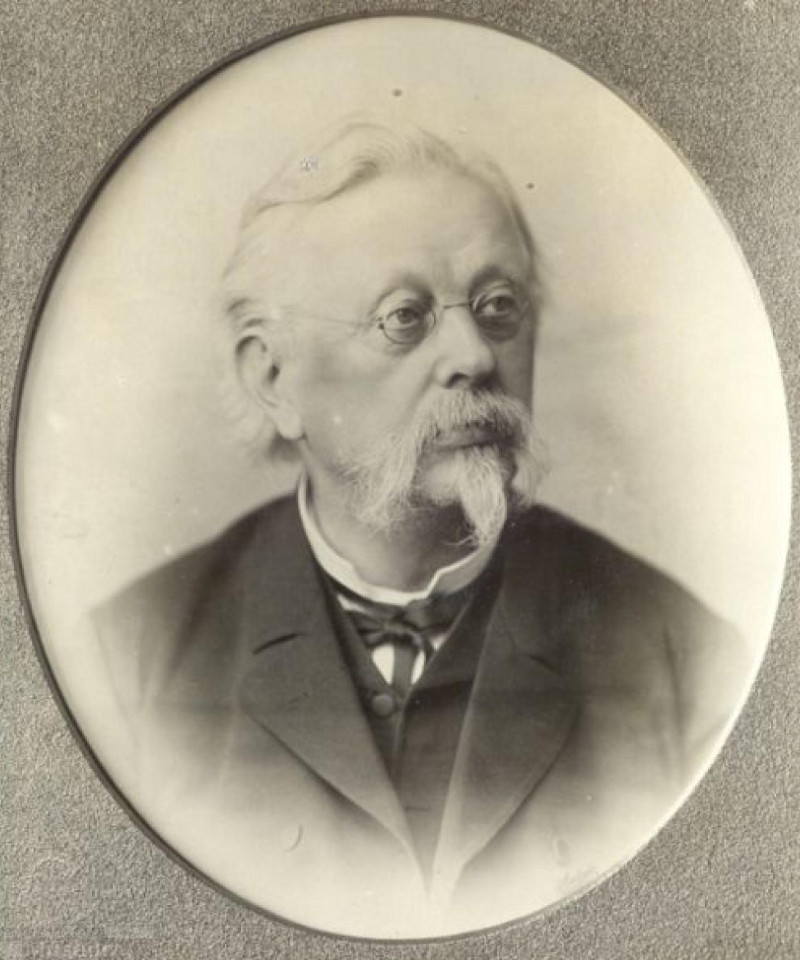
Wilhelm Rust

Friedrich Wilhelm Rust (* 15. August 1822 in Dessau; † 2. Mai 1892 in Leipzig) war ein deutscher Komponist, Musikwissenschaftler, Bachforscher und von 1880 bis 1892 Thomaskantor.

## Leben
Rust, Enkel des Komponisten Friedrich Wilhelm Rust, studierte von 1840 bis 1843 an der Dessauer Singakademie, war Schüler des Hofkapellmeisters Friedrich Schneider (Komposition) und seines Onkels Wilhelm Karl Rust (Klavier und Orgel). Er lebte danach als Privatlehrer einer adligen Familie in Ungarn. 1849 kehrte er nach Berlin zurück, wo er als Klavier-, Gesangs- und Kompositionslehrer wirkte. 1857 wurde er Mitglied der Sing-Akademie zu Berlin und des von Georg Vierling gegründeten Bachvereins. 1861 übernahm er die Stelle als Organist an der Lukaskirche und 1862 Leiter des Chores des Bachvereins. 1868 wurde er zum Ehrendoktor der Universität Marburg ernannt. Seit 1870 unterrichtete er auch am Sternschen Konservatorium.
Der Leipziger Bach-Gesellschaft trat Rust im Gründungsjahr 1850 bei. Seit 1853 arbeitete er an der Herausgabe der Bach-Gesamtausgabe mit, deren Leitung er 1858 übernahm. Er wandte dabei, neu für seine Zeit, die Methoden der klassischen Altertumswissenschaft auf die Edition musikalischer Quellen an. Wegweisend waren auch seine Vorworte zu den einzelnen Bänden der Ausgabe.  Als Redakteur der alten Bach-Gesellschaft hat er eine große Anzahl von Werken Bachs mustergültig herausgegeben und galt seinen Zeitgenossen als bester Bachkenner neben Philipp Spitta und Johannes Brahms.
1878 wurde er Thomasorganist der Thomaskirche in Leipzig und 1880, nach dem Tode Ernst Friedrich Richters, sein Nachfolger als Thomaskantor. Zugleich war er Dozent für Theorie, Komposition und Orgel am Leipziger Konservatorium. Er komponierte hauptsächlich Kirchenmusik (Choralbearbeitungen).
Rust war verheiratet.

## Nachlass
Einen Teilnachlass Rusts ersteigerte 2008 die Universitäts- und Landesbibliothek Sachsen-Anhalt in Halle (Saale). Bei dessen Durchsicht kam eine bis dahin unbekannte Abschrift Rusts einer Choralphantasie von Johann Sebastian Bach zutage, von der bis dahin nur die ersten fünf Takte nachgewiesen waren.

## Werke (Auswahl)
Klaviermusik:
- C-Dur-Sonate
- H-Dur-Fantasie
- verschiedene Nocturnes
- Beethoven. Tondichtung für Pianoforte

Vokalmusik:
- Der hundertdreißigste Psalm. Aus der Tiefe ruf ich, Herr zu dir! Motette für Solostimmen und achtstimmigen Chor.
- Deux Caprices pour Piano, op. 2. No. 1 E-Dur [und] No. 2 B-Dur, F.E.C. Leuckart, Breslau [1856].

## Porträt
- Fotografie von G.[eorg] Brokesch, Leipzig, Kabinettformat (?), undatiert, Objektdatenbank des Stadtgeschichtlichen Museums Leipzig, online